# Мехия, Альваро
Альваро Мехия Перес (исп. Álvaro Mejía Pérez; 18 января 1982, Мадрид) — испанский футболист, защитник.

## Карьера
Альваро Мехия является воспитанником мадридского «Реала». В середине 2000-х он выступал за основной состав мадридского клуба, считаясь перспективным защитником. Однако в полной мере реализовать свой талант он так и не смог, вскоре прочно обосновавшись на скамейке «Реала». После был продан в «Реал Мурсию», за которую провел несколько сезонов, играя в основном составе. В 2010 году попробовал свои силы за рубежом, подписав контракт с новичком французского чемпионата «Арль-Авиньоном». За французский клуб он отыграл только половину сезона, перебравшись в турецкую лигу. После играл в родном испанском чемпионате и греческой лиге. В 2014 году перебрался в чемпионат Катара.